# Rwanda na Mistrzostwach Świata w Lekkoatletyce 2009
Rwanda na Mistrzostwach Świata w Lekkoatletyce 2009 – reprezentacja Rwandy podczas czempionatu w Berlinie liczyła 2 zawodników – maratończyków. Nie zdobyła żadnego medalu.

## Występy reprezentantów Rwandy

### Mężczyźni
| Konkurencja | Zawodnik       | Finał | Finał |
| Konkurencja | Zawodnik       | Wynik | Poz.  |
| ----------- | -------------- | ----- | ----- |
| Maraton     | Dieudonné Disi | NU    |       |

### Kobiety
| Konkurencja | Zawodniczka           | Finał      | Finał |
| Konkurencja | Zawodniczka           | Wynik      | Poz.  |
| ----------- | --------------------- | ---------- | ----- |
| Maraton     | Epiphanie Nyirabarame | 2:33:58 NR | 26.   |